# Kabinett Juschtschenko

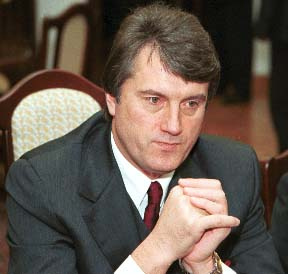
Ministerpräsident Juschtschenko, 26. Oktober 2000

Das Ministerkabinett Juschtschenko (ukrainisch Уряд Віктора Ющенка) war die ab dem 22. Dezember 1999 bestehende Regierung der Ukraine unter dem Ministerpräsidenten Wiktor Juschtschenko.
Am 28. April 2001 wurde per Präsidentenerlass Nr. 290/2001 auf Grund der Auflösung der Werchowna Rada am 26. April, die kein Vertrauen mehr in das Ministerkabinett hatte, der Rücktritt des Ministerkabinetts angenommen. Das Ministerkabinett der Ukraine wurde aufgefordert, seine Pflichten bis zur Neubildung eines Kabinetts weiterhin wahrzunehmen.

## Zusammensetzung des Kabinetts
| Portfolio                                                   | Minister                                             | Foto | Bemerkung                  |
| ----------------------------------------------------------- | ---------------------------------------------------- | ---- | -------------------------- |
| Ministerpräsident                                           | Wiktor Juschtschenko                                 |      |                            |
| Erster stellvertretender Ministerpräsident                  | Jurij Jechanurow                                     |      |                            |
| Vizeministerpräsident, Minister für Brennstoffe und Energie | Julija Tymoschenko                                   |      |                            |
| Vizeministerpräsident                                       | Mychailo Hladij (Михайло Васильович Гладій)          |      |                            |
| Vizeministerpräsident                                       | Mykola Schulynskyj (Микола Григорович Жулинський)    |      |                            |
| Außenminister                                               | Borys Tarasjuk                                       |      | bis zum 29. September 2000 |
| Außenminister                                               | Anatolij Slenko                                      |      | ab dem 2. Oktober 2000     |
| Wirtschaftsminister                                         | Serhij Tihipko                                       |      | bis zum 25. Juni 2000      |
| Wirtschaftsminister                                         | Wassyl Rohowyj (Василь Васильович Роговий)           |      | ab dem 9. August 2000      |
| Innenminister                                               | Jurij Krawtschenko                                   |      | bis zum 26. März 2001      |
| Innenminister                                               | Jurij Smyrnow (Юрій Олександрович Смирнов)           |      | ab dem 26. März 2001       |
| Verteidigungsminister                                       | Oleksandr Kusmuk                                     |      |                            |
| Justizminister                                              | Sjusanna Stanik (Сюзанна Романівна Станік)           |      |                            |
| Landwirtschaftsminister                                     | Iwan Kyrylenko (Іван Григорович Кириленко)           |      |                            |
| Gesundheitsminister                                         | Witalij Moskalenko (Віталій Федорович Москаленко)    |      |                            |
| Finanzminister                                              | Ihor Mitjukow (Ігор Олександрович Мітюков)           |      |                            |
| Minister für Arbeit und Sozialpolitik                       | Iwan Sachan (Іван Якович Сахань)                     |      |                            |
| Katastrophenschutzminister                                  | Wassyl Durdynez                                      |      |                            |
| Minister für Kultur und Kunst                               | Bohdan Stupka                                        |      |                            |
| Minister für Umwelt und natürl. Ressourcen                  | Iwan Sajez (Іван Олександрович Заєць)                |      |                            |
| Verkehrsminister                                            | Leonid Kostjutschenko (Леонід Михайлович Костюченко) |      |                            |
| Minister für Brennstoffe und Energie                        | Serhij Jermilow (Сергій Федорович Єрмілов)           |      |                            |
| Bildungsminister                                            | Wassyl Kremen (Васи́ль Григо́рович Кре́мень)            |      |                            |